# Cavanșir Rahimov
Cavanșir Izzat oglu Rahimov (în azeră Cavanşir İzzət oğlu Rəhimov; n. 5 iunie 1973, Qaşqaçay⁠(d), Republica Sovietică Socialistă Azerbaidjană, URSS – d. 6 august 1992, Qasapet⁠(d), Mardakert District⁠(d), Azerbaidjan) a fost un militar azer și Erou Național al Azerbaidjanului.

## Biografie
Cavanșir Rahimov s-a născut la  5 iunie 1973 în Qașqaçay, Qakh. La vârsta de un an, familia sa s-a mutat în Baku, Qaraçuxur. Cavanșir Rahimov a fost singurul copil al părinților săi. A terminat liceul nr. 104 din raionul Suraxani. 

## Serviciu militar
În aprilie 1992, Cavanșir Rahimov a intrat în serviciul militar activ al Azerbaidjanului. A devenit un trăgător la bordul elicopterelor militare. El și-a exprimat dorința de a merge la război ca voluntar și a fost repartizat pe un elicopter MI-24.

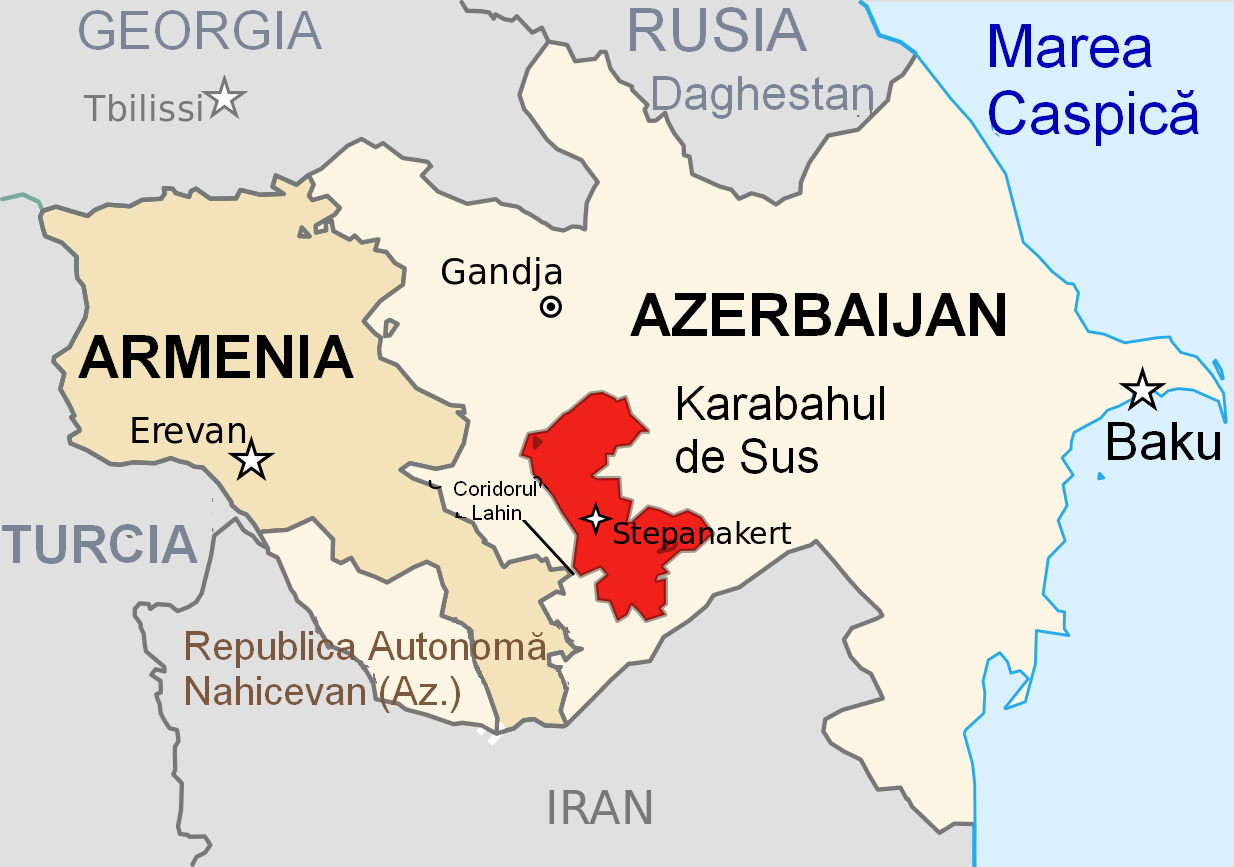
Harta regiunii Nagorno-Karabah

### Războiul din Nagorno Karabah
La 6 august 1992, în Qasapet, Karabahul de Munte, în timpul celui de-al doilea zbor al zilei, a fost rănit. Rahimov a insistat că era pregătit pentru zbor și a zburat din nou. De data aceasta, elicopterul în care se afla a fost doborât de focurile de rachete ale forțele armate armene.
În acel moment, Cavanșir a căzut pe un câmp cu cereale din apropiere. O lună mai târziu, un cioban a găsit corpul lui Cavanșir și a informat despre acest lucru unitatea militară din apropiere. La 9 septembrie 1992, a fost îngropat de membri ai ministerului apărării și de tatăl său.
La 14 septembrie 1992 i-a fost acordat postum titlul de Erou Național al Azerbaidjanului, prin Decretul nr. 204 al Președintelui Republicii Azerbaidjan. Este cel mai tânăr erou național al Azerbaidjanului.
Cavanșir Rahimov a fost îngropat în Aleea Martirilor din Baku.

## Vezi și
- Războiul din Nagorno-Karabah
- Lista eroilor naționali din Azerbaidjan
- Ruslan Polovinko
- Zakir Majidov

## Legături externe
- Cavanșir Rahimov
- Cavanșir Rahimov
- Cel mai tânăr erou național din Azerbaidjan - Foto / Video Arhivat în 15 octombrie 2017, la Wayback Machine.